# Avasjön (Dorotea socken, Lappland)
Avasjön är en sjö i Dorotea kommun i Lappland och ingår i Ångermanälvens huvudavrinningsområde. Sjön har en area på 1,14 kvadratkilometer och ligger 522,9 meter över havet. Sjön avvattnas av vattendraget Näsån (Långselån).

## Delavrinningsområde
Avasjön ingår i det delavrinningsområde (719027-146557) som SMHI kallar för Utloppet av Avasjön. Medelhöjden är 558 meter över havet och ytan är 5,93 kvadratkilometer. Räknas de 14 avrinningsområdena uppströms in blir den ackumulerade arean 94,58 kvadratkilometer. Näsån (Långselån) som avvattnar avrinningsområdet har biflödesordning 3, vilket innebär att vattnet flödar genom totalt 3 vattendrag innan det når havet efter 312 kilometer. Avrinningsområdet består mestadels av skog (69 procent). Avrinningsområdet har 1,13 kvadratkilometer vattenytor vilket ger det en sjöprocent på 19,1 procent. Bebyggelsen i området täcker en yta av 0,03 kvadratkilometer eller 1 procent av avrinningsområdet.